# Kulturhistorische Denkmäler in Istrien
Mit dem Titel Kulturhistorische Denkmäler in Istrien (kroatisch  Kulturno-povijesni spomenici Istre) wird seit 1957 eine monographische Reihe vom Archäologischen Museum Istriens (Arheološki Muzej Istre) in Pula herausgegeben. Sie ist auch als Monumenti storico-culturali dell'Istria (italienisch) und Cultural and historical monuments of Istria (englisch) bekannt.
Es sind folgende Einzelschriften erschienen (in Klammer die ermittelbaren Auflagen der deutschsprachigen Ausgaben):
- Kulturhistorische Denkmäler in Istrien, 1

Štefan Mlakar: Das Amphitheater in Pula. Pula 1957 (2:1961, 3:1963, 4:1964?  5:1969, 6: 1971, 7:1973, 8:1976, 9:1980, 10:1997)
- Kulturhistorische Denkmäler in Istrien, 2

Štefan Mlakar: Das antike Pula. Pula 1968 (2:1972)
- Kulturhistorische Denkmäler in Istrien, 3

Branko Marušič: Istrien im Frühmittelalter: Archäologisch-historische Darstellung. Pula 1960 (2:1964, 3:1969)
- Kulturhistorische Denkmäler in Istrien, 4

Štefan Mlakar: Die Römer in Istrien. (Übersetzung: Nevenka Hampel-Mladin) Pula 1964 (2:1964, 3:1966, 4:1974)
- Kulturhistorische Denkmäler in Istrien, 5

Josip Mladin: Umjetnicki spomenici prahistorijskog Nezakcija (Untertitel: Die Kunstdenkmäler der vorgeschichtlichen Ringwallsiedlung Nesactium). Pula 1966 (kroatisch; deutsche Zusammenfassung)
- Kulturhistorische Denkmäler in Istrien, 6

Branko Marušič: Das spätantike und byzantinische Pula. (Übersetzung: Adela Žgur) Pula 1967
- Kulturhistorische Denkmäler in Istrien, 7

Kristina Mihovilić, Robert Matijašić, Enzo Morović (Foto): Nesaticum. (Übersetzung: Miloš Ilgo) Pula 1998 (1999), ISBN 9536153106
- Kulturhistorische Denkmäler Istriens, 8

Alka Starac: Der Tempel von Augustus. Pula 2005, ISBN 9536153319  (The temple of Augustus, Pula 2004)
- Kulturhistorische Denkmäler Istriens, 9

Alka Starac: The Amphitheater at Pula. Pula 2010